# Muntazer al-Zaidi

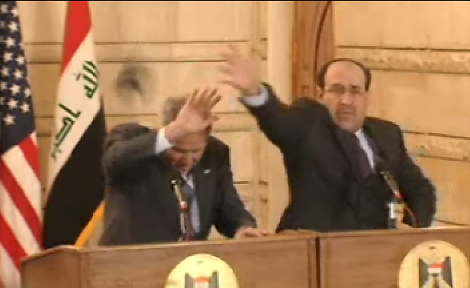
Bush ontwijkt de schoen

Muntazer al-Zaidi (Arabisch: منتظر الزيدي) (Bagdad, 15 januari 1979 of 12 december 1979) (in de Westerse media voorkomende alternatieve transcripties: Muthathar, Muntadar, Muntadhar of Muthathi; al Zaidi of al Zeidi) is de Irakese journalist en correspondent voor het in Caïro gevestigde tv-station Al-Baghdadiya TV, die op 14 december 2008 tijdens een persconferentie in Baghdad zijn schoenen naar het hoofd van de Amerikaanse president Bush gooide, hem uitschold voor "hond", en hem de woorden "dit is voor de weduwen en wezen en alle mensen die in Irak zijn gedood" toevoegde. Beide keren dook Bush naar beneden en werd hij niet geraakt. De president reageerde laconiek.
Door zijn actie werd al-Zaidi in Irak en enkele andere Arabische landen een held. De actie bracht hem echter ook in de gevangenis, waar hij volgens berichten werd gemarteld en was gedwongen een brief naar Bush te sturen waarin hij zich verontschuldigde.
Al enkele dagen na het incident verschenen op het internet verschillende spelletjes, waarin men schoenen kon gooien naar de president.
Al-Zaidi kreeg voor zijn actie in maart 2009 drie jaar gevangenisstraf voor het beledigen van een buitenlands staatshoofd. Een maand later werd de straf teruggebracht tot één jaar cel.
Na Al-Zaidi volgden andere schoenengooiers die protesteerden of hun ongenoegen uitten. Slachtoffers (overigens allemaal niet geraakt) waren onder meer de Chinese premier Wen Jiabao, de Indiase minister van Binnenlandse Zaken P. Chidambaram en Muntazer al-Zaidi
zelf. Op 1 december 2009 werd hij in Parijs op straat met een schoen geslagen door een Irakees, vermoedelijk ook journalist, die hem verweet een aanhanger van de dictatuur te zijn.